# Armacia atrofascialis
Armacia atrofascialis är en insektsart som beskrevs av William Lucas Distant 1911. Armacia atrofascialis ingår i släktet Armacia och familjen Ricaniidae. Inga underarter finns listade i Catalogue of Life.